# Véronique Trinquet
Véronique Marie Trinquet (* 15. Juni 1956 in Marseille) ist eine ehemalige französische Florettfechterin.

## Erfolge
Véronique Trinquet gehörte zur französischen Mannschaft bei den Olympischen Spielen 1976 in Montreal. Mit dieser erreichte sie in der Mannschaftskonkurrenz ungeschlagen das Finale um die Goldmedaille, in dem sich die französische Equipe gegen die Sowjetunion mit 2:9 geschlagen geben musste. Gemeinsam mit Brigitte Latrille-Gaudin, Brigitte Gapais-Dumont, Christine Muzio und Claudette Herbster-Josland erhielt sie daher die Silbermedaille.
Ihre jüngere Schwester Pascale Trinquet war ebenfalls Fechterin und wurde zweimal Olympiasiegerin.